# Olympische Sommerspiele 1912/Leichtathletik – 400 m (Männer)
Der 400-Meter-Lauf der Männer bei den Olympischen Spielen 1912 in Stockholm wurde am 12. und 13. Juli 1912 im Stockholmer Olympiastadion ausgetragen. 49 Athleten nahmen daran teil.
Olympiasieger wurde der US-Amerikaner Charles Reidpath. Der Deutsche Hanns Braun gewann die Silbermedaille. Bronze ging an den US-Amerikaner Edward Lindberg.
Während die deutschen Athleten Max Herrmann, Heinrich Burkowitz, Erich Lehmann und Heinrich Wenseler in ihren Vorläufen scheiterten, schaffte es Jakob Person bis ins Halbfinale.
Auch der Österreicher Władysław Ponurski schied im Vorlauf aus. Schweizer Athleten waren nicht am Start.

## Rekorde

### Bestehende Rekorde
| Weltrekord         | Maxie Long ( Vereinigte Staaten)    | 47,8 s (Rennen über 440 Yards)              | Travers Island, USA            | 29. September 1900 |
| Olympischer Rekord | Wyndham Halswelle ( Großbritannien) | 48,4 s (Laufbahn mit einer Länge von 536 m) | Halbfinale OS London 1908, GBR | 22. Juli 1908      |

Maxie Longs zurzeit der Spiele von London noch inoffizieller Weltrekord wurde nach Gründung des Weltleichtathletikverbandes IAAF 1912 nachträglich anerkannt.

### Rekordverbesserung
Der US-amerikanische Olympiasieger Charles Reidpath verbesserte den olympischen Rekord im Finale am 13. Juli um zwei Zehntelsekunden auf 48,2 s.

## Durchführung des Wettbewerbs
Am 12. Juli wurden insgesamt fünfzehn Vorläufe durchgeführt. Die auf den jeweils ersten beiden Plätzen eingelaufenen Athleten – hellblau unterlegt – qualifizierten sich für die Halbfinals, die am gleichen Tag durchgeführt wurden. In den fünf Läufen qualifizierten sich jeweils nur die Sieger für das Finale am 13. Juli.

## Vorläufe
Datum: 12. Juli 2012
Für das Halbfinale qualifizierten sich die jeweils ersten beiden Läufer – hellblau unterlegt.
Die Zeiten der einzelnen Starter sind nicht vollständig überliefert.
Wie auch über 100 und 200 Meter waren die Einteilungen in den Vorläufen miserabel organisiert. Einige Rennen gingen mit lediglich zwei Teilnehmern vonstatten, die so natürlich beide schon vorher das Weiterkommen sicher hatten, während andere Läufe mit bis zu sechs Teilnehmern durchgeführt wurden. Ein Vorlauf ging sogar nur mit einem einzigen Athleten vonstatten.

### Vorlauf 1

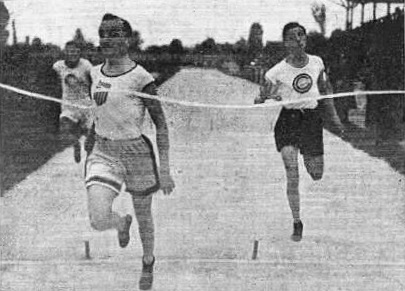
Władysław Ponurski (links) – ausgeschieden als Dritter des ersten Vorlaufs

| Platz | Name               | Nation             | Zeit   | Anmerkung |
| ----- | ------------------ | ------------------ | ------ | --------- |
| 1     | James Rosenberger  | Vereinigte Staaten | 50,6 s |           |
| 2     | Charles Poulenard  | Frankreich         | 50,7 s |           |
| 3     | Władysław Ponurski | Österreich         | k. A.  |           |
| DNF   | Claude Ross        | Australasien       |        |           |

### Vorlauf 2
| Platz | Name         | Nation             | Zeit       | Anmerkung |
| ----- | ------------ | ------------------ | ---------- | --------- |
| 1     | Ernest Haley | Großbritannien     | 1:06,6 min |           |
| 2     | Mel Sheppard | Vereinigte Staaten | 1:06,6 min |           |

### Vorlauf 3
| Platz | Name             | Nation             | Zeit   | Anmerkung |
| ----- | ---------------- | ------------------ | ------ | --------- |
| 1     | Hanns Braun      | Deutsches Reich    | 50,6 s |           |
| 2     | Ted Meredith     | Vereinigte Staaten | k. A.  |           |
| 3     | Armando Cortesão | Portugal           | k. A.  |           |

Ted Meredith ging nach dem Start in Führung, doch Hanns Braun konnte ihn auf der Zielgeraden abfangen. Meredith hatte einen Meter Rückstand.

### Vorlauf 4
| Platz | Name           | Nation   | Zeit   | Anmerkung |
| ----- | -------------- | -------- | ------ | --------- |
| 1     | Paul Zerling   | Schweden | 55,4 s |           |
| 2     | Yahiko Mishima | Japan    | 55,5 s |           |

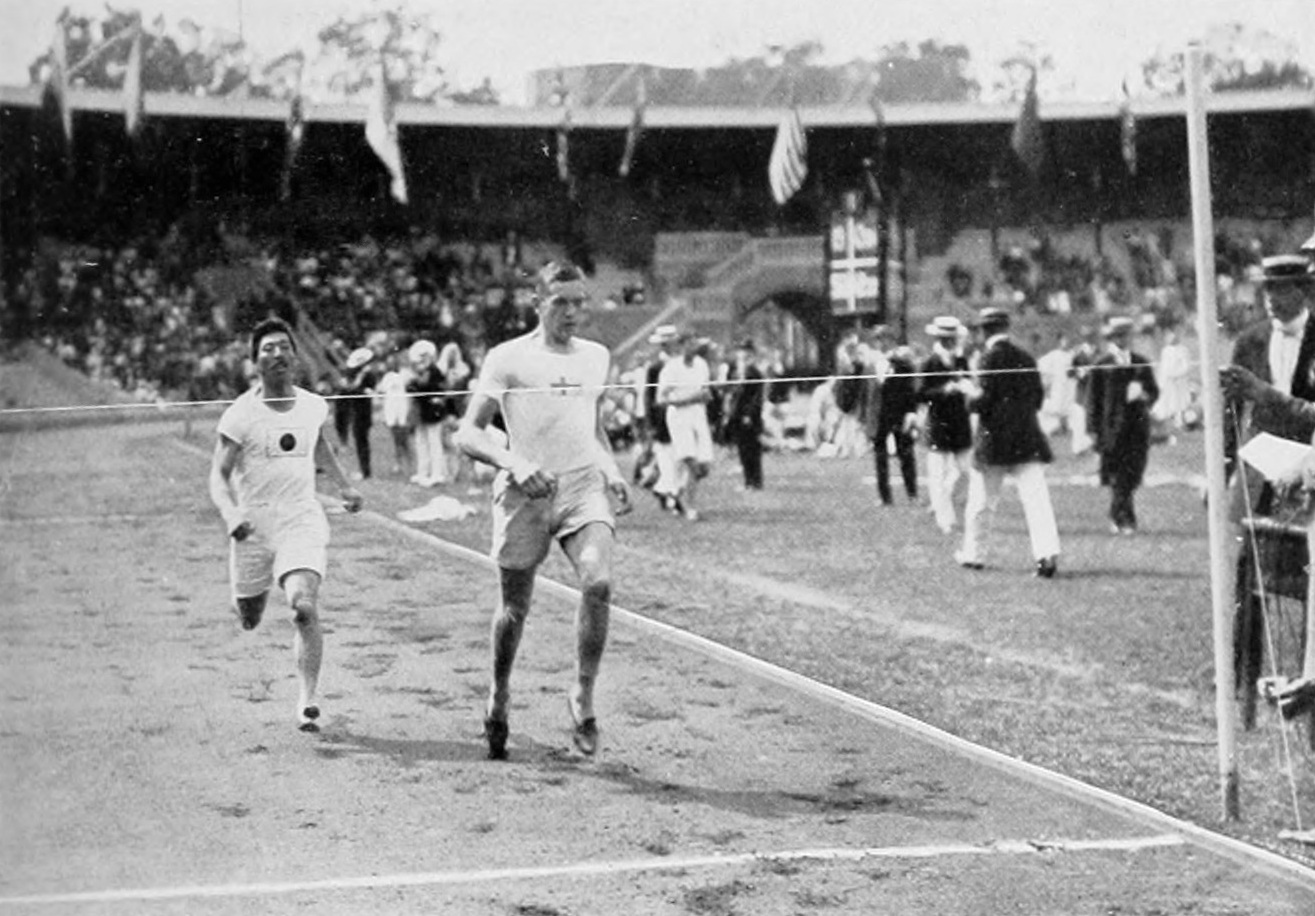
Vorlauf 4: Paul Zerling (r.) siegte vor Yahiko Mishima (l.)

Zwar konnte Yahiko Mishima zu Beginn des Rennens die Führung behaupten,
doch Paul Zerling zog an ihm vorbei und gewann.

### Vorlauf 5
| Platz | Name           | Nation             | Zeit   | Anmerkung |
| ----- | -------------- | ------------------ | ------ | --------- |
| 1     | Charles Lelong | Frankreich         | 50,2 s |           |
| 2     | Donnell Young  | Vereinigte Staaten | 50,4 s |           |
| 3     | István Déván   | Ungarn             | k. A.  |           |
| 4     | Gustav Möller  | Schweden           | k. A.  |           |

Charles Lelong feierte einen Start-Ziel-Sieg. Der zweitplatzierte Donnell Young konnte seine weiteren Kontrahenten in Schach halten und erreichte als Zweiter das Halbfinale.

### Vorlauf 6
| Platz | Name          | Nation   | Zeit       | Anmerkung |
| ----- | ------------- | -------- | ---------- | --------- |
| 1     | Knut Stenborg | Schweden | 1:01,6 min |           |

### Vorlauf 7
| Platz | Name          | Nation             | Zeit   | Anmerkung |
| ----- | ------------- | ------------------ | ------ | --------- |
| 1     | Carroll Haff  | Vereinigte Staaten | 50,4 s |           |
| 2     | Emilio Lunghi | Italien            | 50,5 s |           |
| 3     | Max Herrmann  | Deutsches Reich    | k. A.  |           |

Carroll Haff und Emilio Lunghi lieferten sich über das gesamte Rennen einen Zweikampf. Haff, der nach der ersten Kurve in Führung ging, behauptete sich am Ende vor Lunghi.

### Vorlauf 8
| Platz | Name            | Nation     | Zeit   | Anmerkung |
| ----- | --------------- | ---------- | ------ | --------- |
| 1     | Frigyes Wiesner | Ungarn     | 50,8 s |           |
| 2     | John Dahlin     | Schweden   | 51,0 s |           |
| 3     | Georges Malfait | Frankreich | k. A.  |           |

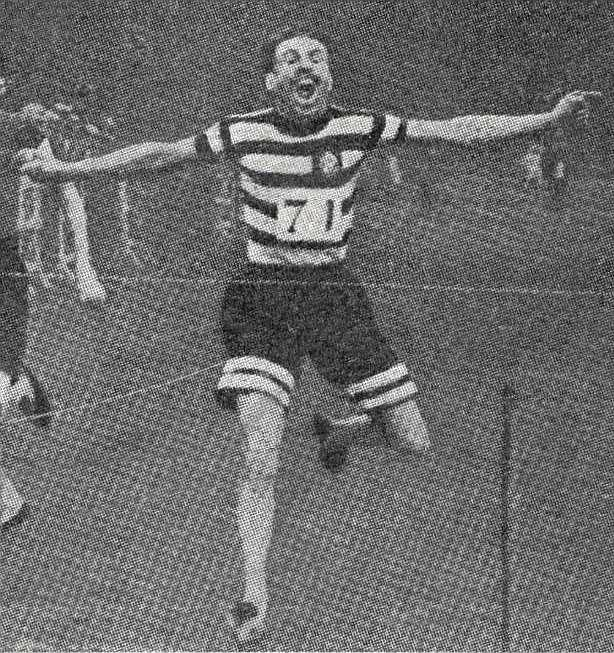
Georges Malfait – ausgeschieden als Dritter des achten Vorlaufs

Georges Malfait übernahm in der ersten Kurve die Führung, wurde
jedoch von dem Schweden John Dahlin überholt. Bis kurz vor Schluss
sah es nach einem schwedischen Sieg aus, doch der Ungar Frigyes Wiesner
zog am Ende noch am Schweden vorbei.

### Vorlauf 9
| Platz | Name                | Nation          | Zeit   | Anmerkung |
| ----- | ------------------- | --------------- | ------ | --------- |
| 1     | Eric Lindholm       | Schweden        | 51,4 s |           |
| 2     | Jacob Pedersen      | Norwegen        | 51,6 s |           |
| 3     | Heinrich Burkowitz  | Deutsches Reich | 51,7 s |           |
| 4     | Václav Labík-Gregan | Böhmen          | k. A.  |           |

Eric Lindholm lag nach der einhundert Metern auf dem letzten Platz, zog jedoch in der letzten Kurve an seinen Kontrahenten vorbei und siegte.

### Vorlauf 10
| Platz | Name            | Nation             | Zeit   | Anmerkung |
| ----- | --------------- | ------------------ | ------ | --------- |
| 1     | Edward Lindberg | Vereinigte Staaten | 50,6 s |           |
| 2     | James Soutter   | Großbritannien     | k. A.  |           |
| 3     | Franco Giongo   | Italien            | k. A.  |           |

Edward Lindberg ging vom Start weg in Führung, wurde jedoch von James Soutter stark bedrängt. Lindberg konnte seinen kleinen Vorsprung bis zum Schluss beibehalten und siegte knapp.

### Vorlauf 11
| Platz | Name               | Nation             | Zeit   | Anmerkung |
| ----- | ------------------ | ------------------ | ------ | --------- |
| 1     | Clarence Edmundson | Vereinigte Staaten | 50,2 s |           |
| 2     | Ernest Henley      | Großbritannien     | k. A.  |           |
| 3     | Mel Brock          | Kanada             | k. A.  |           |
| 4     | Pjotr Gajewski     | Russland           | k. A.  |           |

Ein Dreikampf zwischen Mel Brock, Clarence Edmundson und Ernest Henley dauerte bis zur Zielgeraden an. Mit dem größten Stehvermögen konnte Edmundson seine Gegner besiegen.

### Vorlauf 12
| Platz | Name          | Nation             | Zeit   | Anmerkung |
| ----- | ------------- | ------------------ | ------ | --------- |
| 1     | George Nicol  | Großbritannien     | 50,0 s |           |
| 2     | Ira Davenport | Vereinigte Staaten | k. A.  |           |
| 3     | Thomas Gallon | Kanada             | k. A.  |           |
| 4     | Erich Lehmann | Deutsches Reich    | k. A.  |           |
| 5     | Georges Rolot | Frankreich         | k. A.  |           |
| 6     | Ödön Bodor    | Ungarn             | k. A.  |           |

Ira Davenport, der als hoher Favorit gehandelt wurde, ging das Rennen gemächlich an und überließ dem Briten George Nicol den Sieg, der die schnellste Zeit aller Vorlaufzeiten erzielte. Auch Davenport erreichte als Zweiter die nächste Runde.

### Vorlauf 13
| Platz | Name         | Nation          | Zeit       | Anmerkung |
| ----- | ------------ | --------------- | ---------- | --------- |
| 1     | Jakob Person | Deutsches Reich | 55,4 s     |           |
| 2     | Joseph Wells | Großbritannien  | 1:01,2 min |           |

### Vorlauf 14
| Platz | Name                | Nation         | Zeit   | Anmerkung |
| ----- | ------------------- | -------------- | ------ | --------- |
| 1     | Cyril Seedhouse     | Großbritannien | 51,5 s |           |
| 2     | Ervin Szerelemhegyi | Ungarn         | k. A.  |           |
| DSQ   | Alexander Pedersen  | Norwegen       |        |           |

Cyril Seedhouse kontrollierte das Tempo. Wegen Behinderung wurde der Norweger Alexander Pedersen disqualifiziert.

### Vorlauf 15

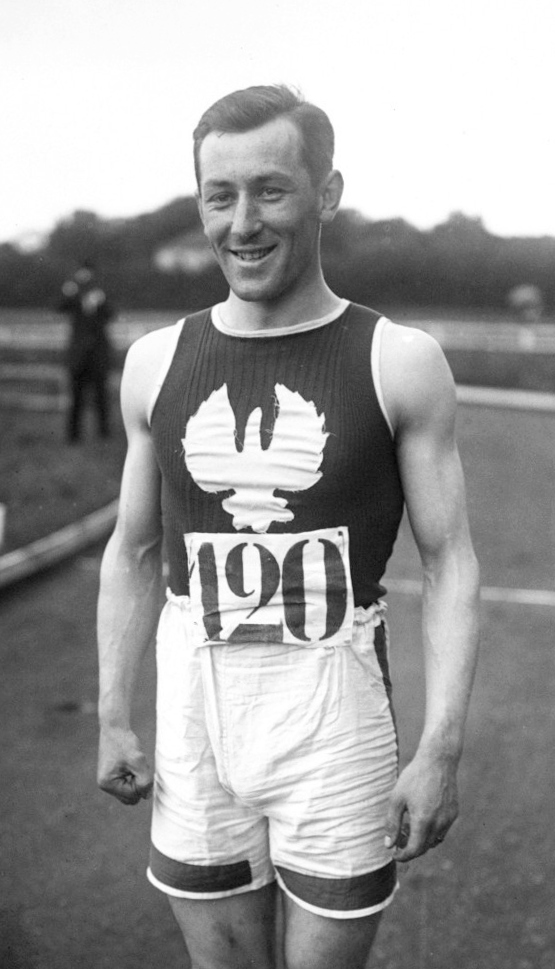
Robert Schurrer – ausgeschieden als Fünfter des fünfzehnten Vorlaufs

| Platz | Name              | Nation                | Zeit   | Anmerkung |
| ----- | ----------------- | --------------------- | ------ | --------- |
| 1     | George Patching   | Südafrikanische Union | 51,1 s |           |
| 2     | Charles Reidpath  | Vereinigte Staaten    | 51,2 s |           |
| 3     | Heinrich Wenseler | Deutsches Reich       | k. A.  |           |
| 4     | Alan Patterson    | Großbritannien        | k. A.  |           |
| 5     | Robert Schurrer   | Frankreich            | k. A.  |           |

## Halbfinale
Datum: 12. Juli 2012
Nur die Sieger – hellblau unterlegt – qualifizierten sich für das Finale.
Wie in den Vorläufen sind nur wenige Zeiten übermittelt.

### Lauf 1

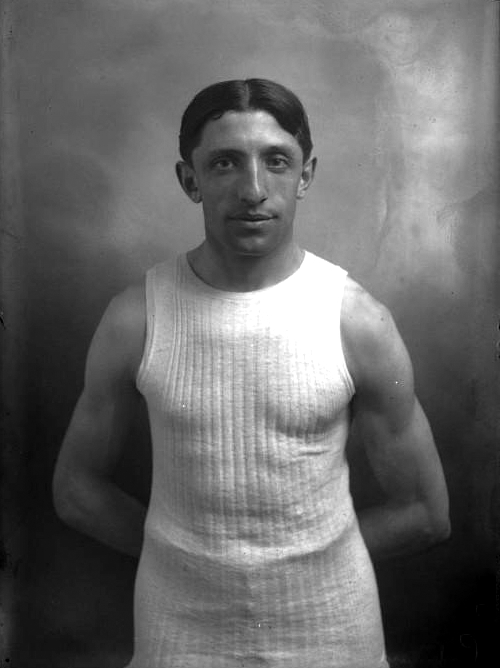
Charles Poulenard – ausgeschieden als Fünfter des ersten Halbfinals

| Platz | Name               | Nation             | Zeit   | Anmerkung |
| ----- | ------------------ | ------------------ | ------ | --------- |
| 1     | Charles Reidpath   | Vereinigte Staaten | 48,7 s |           |
| 2     | Clarence Edmundson | Vereinigte Staaten | k. A.  |           |
| 3     | George Nicol       | Großbritannien     | k. A.  |           |
| 4     | Frigyes Wiesner    | Ungarn             | k. A.  |           |
| 5     | Charles Poulenard  | Frankreich         | k. A.  |           |
| DNS   | John Dahlin        | Schweden           |        |           |

Charles Reidpath zog sofort das Tempo an und ging in Führung. Nach der
ersten Kurve lag Charles Poulenard auf Rang zwei, wurde jedoch schnell von
George Nicol überholt. Reidpath konnte das Rennen kontrollieren und siegte mit
der schnellsten Halbfinalzeit vor seinem Landsmann Clarence Edmundson.

### Lauf 2

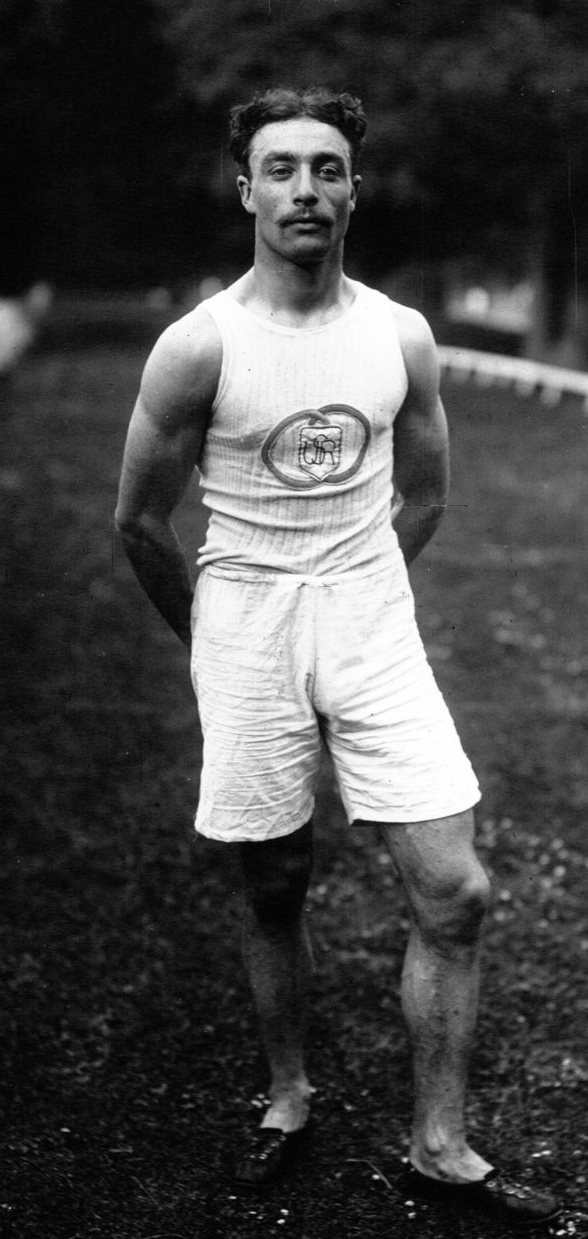
Charles Lelong – ausgeschieden als Dritter des zweiten Halbfinals

| Platz | Name            | Nation             | Zeit   | Anmerkung |
| ----- | --------------- | ------------------ | ------ | --------- |
| 1     | Edward Lindberg | Vereinigte Staaten | 48,9 s |           |
| 2     | Eric Lindholm   | Schweden           | 50,2 s |           |
| 3     | Charles Lelong  | Frankreich         | k. A.  |           |
| DNF   | Jakob Person    | Deutsches Reich    |        |           |
| DNF   | Cyril Seedhouse | Großbritannien     |        |           |
| DNF   | Joseph Wells    | Großbritannien     |        |           |

Edward Lindberg siegte überlegen. Der Zweite, Eric Lindholm, erzielte mit
50,2 Sekunden die beste Zeit eines schwedischen Läufers bei diesen Spielen.

### Lauf 3
| Platz | Name            | Nation                | Zeit   | Anmerkung |
| ----- | --------------- | --------------------- | ------ | --------- |
| 1     | Ted Meredith    | Vereinigte Staaten    | 48,8 s |           |
| 2     | Mel Sheppard    | Vereinigte Staaten    | 48,9 s |           |
| 3     | George Patching | Südafrikanische Union | 50,5 s |           |
| 4     | Knut Stenborg   | Schweden              | 50,5 s |           |
| 5     | Jacob Pedersen  | Norwegen              | k. A.  |           |
| DNF   | Ernest Henley   | Großbritannien        |        |           |

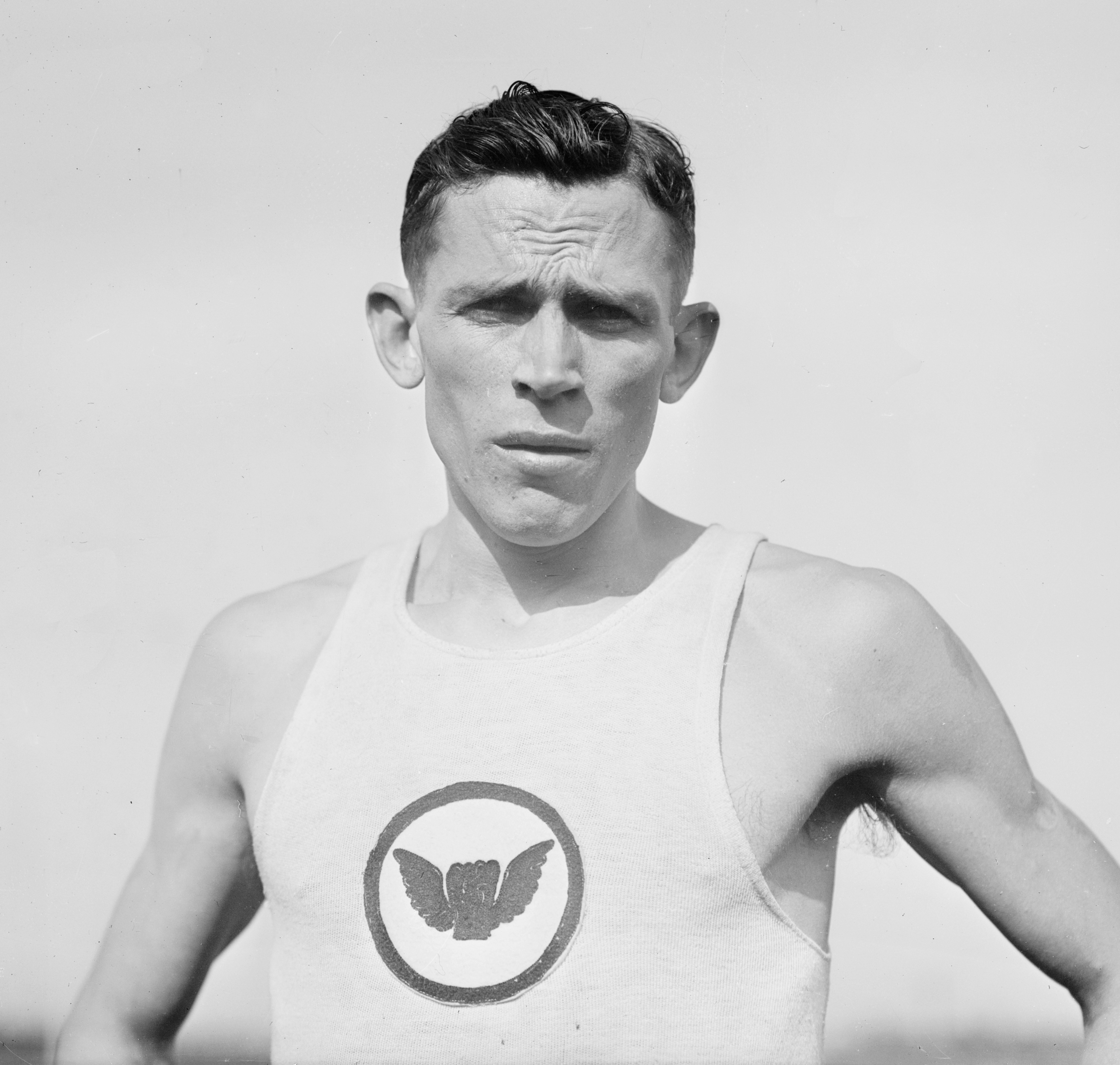
Mel Sheppard – ausgeschieden als Zweiter des dritten Halbfinals

Mel Sheppard ging in Führung und konnte diese bis zur letzten Kurve behaupten. 
Dort zog Ted Meredith an ihm vorbei und siegte knapp.

### Lauf 4

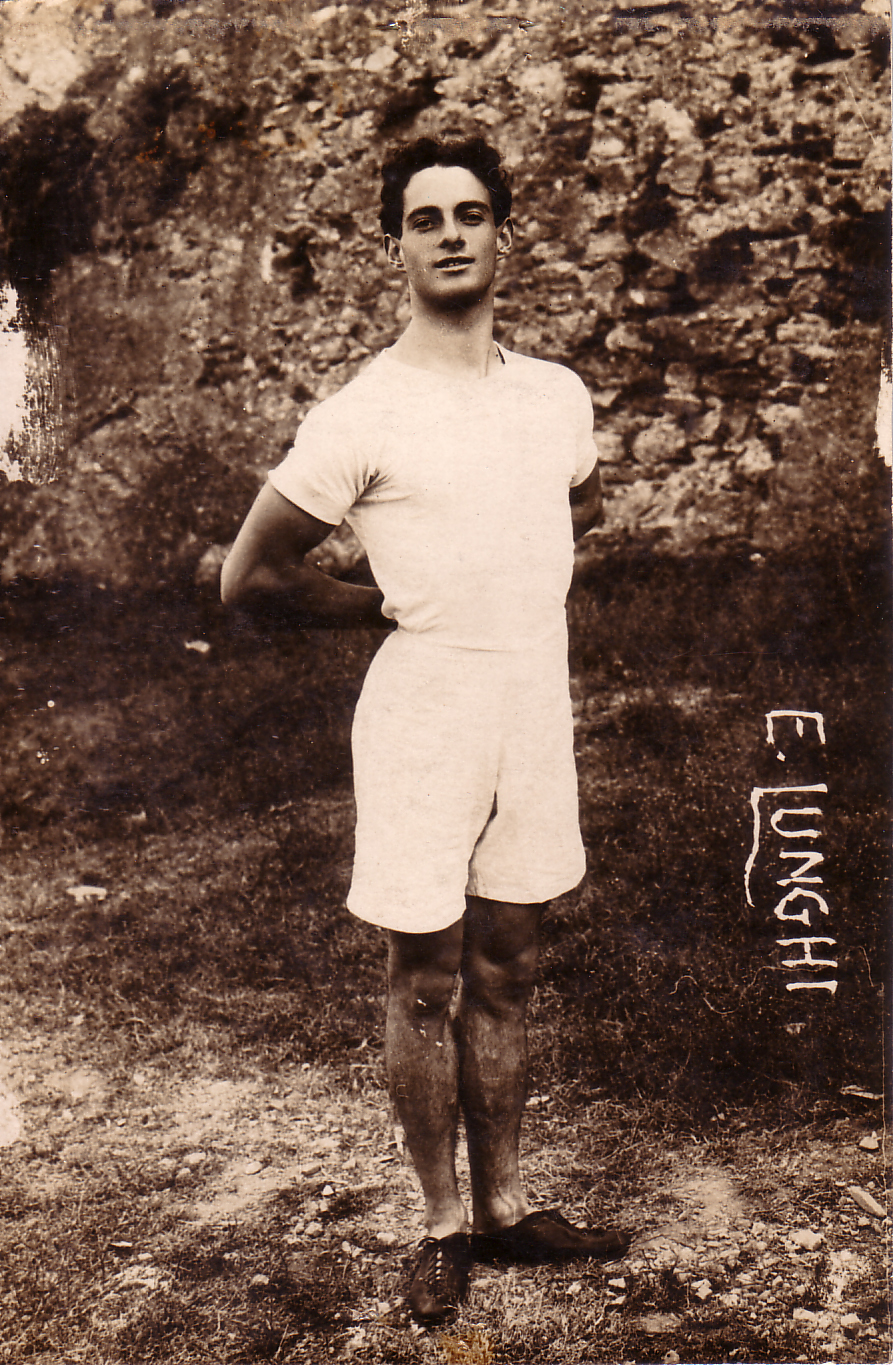
Emilio Lunghi – ausgeschieden als Zweiter des vierten Halbfinals
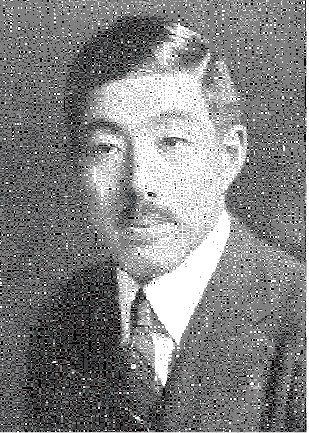
Yahiko Mishima – im vierten Halbfinal nicht im Ziel

| Platz | Name                | Nation             | Zeit   | Anmerkung |
| ----- | ------------------- | ------------------ | ------ | --------- |
| 1     | Carroll Haff        | Vereinigte Staaten | 49,7 s |           |
| 2     | Emilio Lunghi       | Italien            | k. A.  |           |
| 3     | Ervin Szerelemhegyi | Ungarn             | k. A.  |           |
| DNF   | Ernest Haley        | Großbritannien     |        |           |
| DNF   | James Rosenberger   | Vereinigte Staaten |        |           |
| DNF   | Yahiko Mishima      | Japan              |        |           |

Carroll Haff siegte überlegen, der Rest des Feldes konnte ihm nicht folgen.

### Lauf 5
| Platz | Name          | Nation             | Zeit   | Anmerkung |
| ----- | ------------- | ------------------ | ------ | --------- |
| 1     | Hanns Braun   | Deutsches Reich    | 49,2 s |           |
| 2     | Ira Davenport | Vereinigte Staaten | k. A.  |           |
| 3     | James Soutter | Großbritannien     | k. A.  |           |
| 4     | Paul Zerling  | Schweden           | k. A.  |           |
| DSQ   | Donnell Young | Vereinigte Staaten |        |           |

Der US-Amerikaner Donnell Young lag schnell in Führung, war jedoch irritiert, als Hanns Braun rechts neben ihm auftauchte. Young rempelte den Deutschen an, der nach außen abgedrängt wurde. Obwohl die Schiedsrichter die Disqualifikation des US-Athleten anzeigten, lief Young weiter und ging als Erster über die Ziellinie, auf Platz zwei lag Braun. Young wurde offiziell disqualifiziert und Braun zog ins Finale ein.

## Finale
Datum: 13. Juli 2012
| Platz | Name             | Nation             | Zeit   | Anmerkung |
| ----- | ---------------- | ------------------ | ------ | --------- |
| 1     | Charles Reidpath | Vereinigte Staaten | 48,2 s | OR        |
| 2     | Hanns Braun      | Deutsches Reich    | 48,3 s |           |
| 3     | Edward Lindberg  | Vereinigte Staaten | 48,4 s |           |
| 4     | Ted Meredith     | Vereinigte Staaten | 49,2 s |           |
| 5     | Carroll Haff     | Vereinigte Staaten | 49,5 s |           |

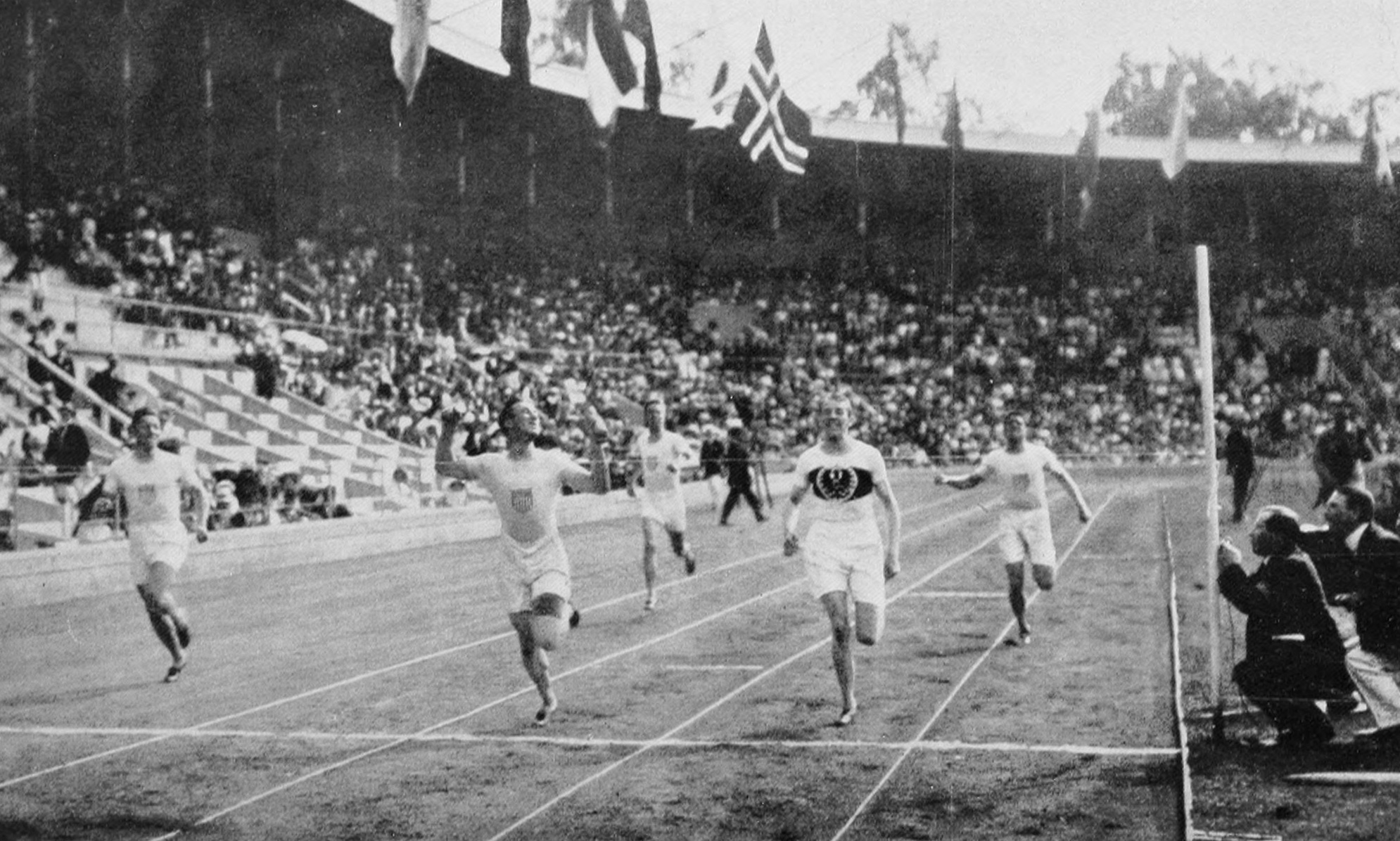
Zieleinlauf des Finales: Charles Reidpath (2. v. l.) siegte vor Hanns Braun (2. v. r.) und EdwardvLindberg (l.). Im Hintergrund Ted Meredith (r.) und Carroll Haff (M.)

Nach drei Fehlstarts ging das Starterfeld ins Rennen. Die Organisatoren hatten Bahnmarkierungen angelegt, um weitere Zwischenfälle mit Behinderungen wie im Halbfinale zu verhindern. Ted Meredith ging in der ersten Kurve in Führung, gefolgt von Hanns Braun. Nach zweihundert Metern zog Braun das Tempo an und übernahm die Spitze. Ab Mitte der zweiten Kurve kam der weiterhin zweitplatzierte Charles Reidpath langsam immer näher an Braun heran und überholte ihn schließlich auf den letzten fünfzehn Metern. Reidpath sicherte sich den Sieg mit neuem olympischen Rekord. Den alten Rekord konnte auch Braun unterbieten, der einen halben Meter Vorsprung vor Edward Lindberg hatte. Wiederum fünf Meter dahinter kam Ted Meredith ins Ziel.
Im fünften olympischen Finale über 400 Meter siegte mit Charles Reidpath der vierte US-Amerikaner.
Nachdem 1908 nur ein Finalteilnehmer das Rennen bestritten hatte, fand hier wieder ein vollständiges Rennen statt, in dem erstmals alle Finalisten unter fünfzig Sekunden blieben.

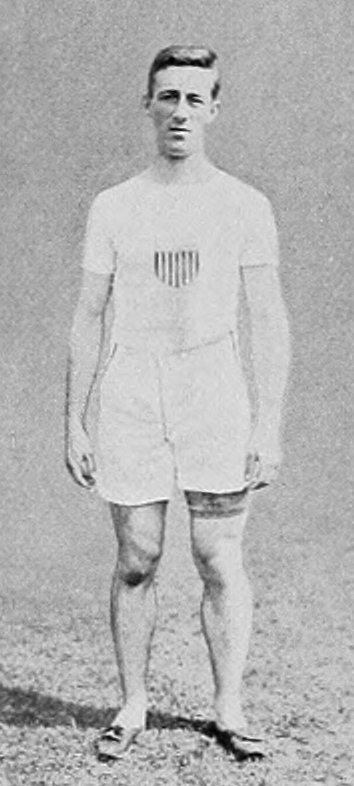
Olympiasieger Charles Reidpath
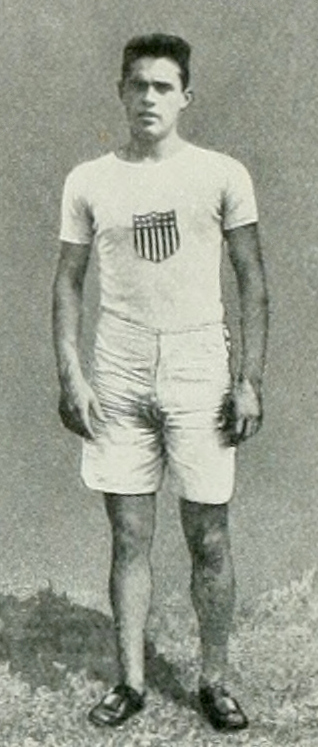
Der viertplatzierte Ted Meredith

## Video
- Charles Reidpath, veröffentlicht am 3. August 2016 auf youtube.com, abgerufen am 25. August 2017